# Anticiclón de las Azores

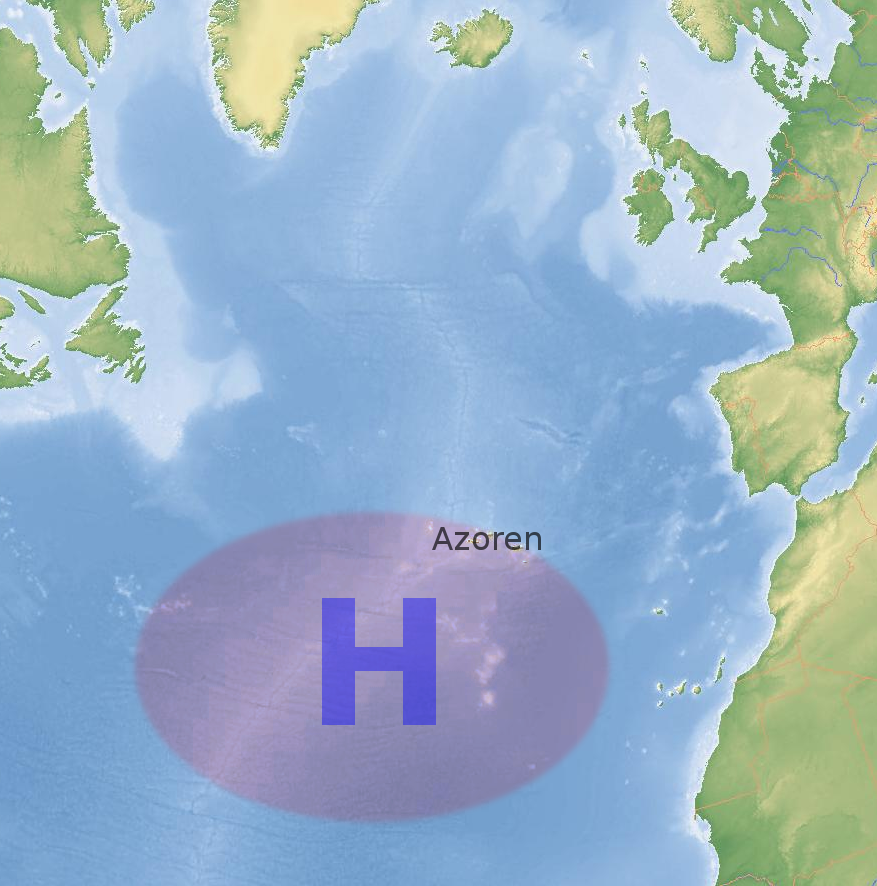
Posición habitual del Anticiclón de las Azores.

El denominado anticiclón de las Azores (también conocido como Anticiclón de Bermudas-Azores en Norteamérica) es un anticiclón dinámico subtropical situado, normalmente, en el centro del Atlántico Norte, a la altura de las islas portuguesas de las Azores, en las llamadas Latitudes del caballo. Es el centro de acción que induce sobre el clima de Europa, Norte de África y América del Norte. 
Forma un polo de la oscilación del Atlántico Norte, siendo el otro la baja islandesa. El sistema influye en el clima y los patrones climáticos de vastas áreas del norte de África y el sur de Europa y, en menor medida, del este de América del Norte. La aridez del Desierto del Sahara y la sequía estival de la cuenca mediterránea se deben al hundimiento a gran escala y al movimiento del aire en el sistema. En su posición de verano, el extremo oeste del anticiclón se centra cerca de Bermudas y crea un flujo suroeste de aire tropical cálido hacia la costa este de los Estados Unidos. 
Es el responsable del tiempo seco, soleado y caluroso durante el verano. Excepcionalmente también puede ejercer su influencia en otoño y en primavera, e incluso en invierno. En el caso europeo, el centro del anticiclón se puede situar en el centro del mar Cantábrico, provocando inviernos secos, templados y bloqueando cualquier baja presión existente.
En verano, la presión central del anticiclón ronda los 1024 mbar (hPa) y se mueve hacia el norte hacia la península ibérica, causando crestas en la zona de Francia, norte de Alemania y suroeste del Reino Unido. Esto trae altas temperaturas y baja humedad a estas áreas. Cuando se dan estas condiciones, ocurren fuertes olas de calor en la costa este de Estados Unidos y una débil sequía. Antes de la llegada del invierno, el anticiclón se mueve hacia el sur de las Azores, permitiendo que otros sistemas ciclónicos invadan la península ibérica y el Mediterráneo.
Este bloque de altas presiones exhibe naturaleza anticiclónica, haciendo circular las masas de aire en sentido horario. Debido a esta dirección de movimiento, los flujos de vientos orientales africanos son impulsados a lo largo de la periferia sur del anticiclón desde la costa de África Occidental hacia el Mar Caribe, América Central o las Bahamas, favoreciendo la ciclogénesis tropical, especialmente durante la temporada de  huracanes del atlántico

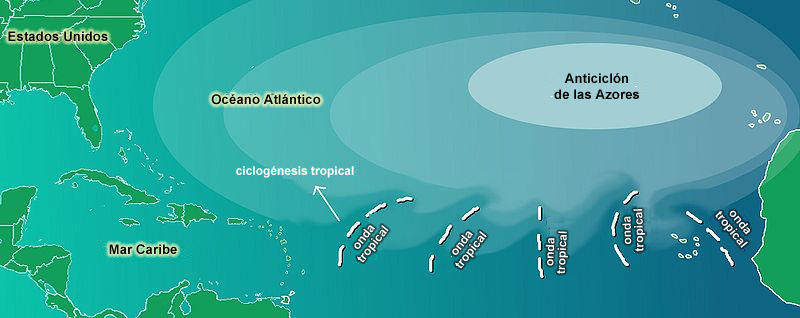
El Anticiclón de las Azores y su influencia en los vientos circundantes del Atlántico.

## Variaciones
Investigaciones sobre el calentamiento global sugieren que se podría haber intensificado el anticiclón de las Azores en los últimos años, independientemente de las oscilaciones típicas como el ENSO, lo cual daría lugar a más precipitaciones extremas en todo el sureste de los Estados Unidos. También se podría estar produciendo un desplazamiento latitudinal de la cresta, y algunos modelos informáticos representan una expansión más hacia el oeste del anticiclón en el futuro. Sin embargo, durante el invierno de 2009-2010, el anticiclón fue más pequeño, desplazado hacia el noreste y más débil de lo habitual, lo que permitió que las temperaturas de la superficie del Atlántico Central aumentaran rápidamente.